# Zgodovina Srbije
Zgodovina Srbije zajema zgodovinski razvoj Srbije in njenih predhodnic, od starejše kamene dobe do današnjega stanja, pa tudi srbskega naroda in območij, ki so jim zgodovinsko vladali. Obseg srbskega bivanja in vladavine se je skozi stoletja zelo spreminjal, zato je zgodovina Srbije podobno elastična v tem, kar vključuje.          
Slovani so naselili Balkan v 6. in 7. stoletju, iz katerega je nastala prva srbska kneževina Vlastimirovići. V 11. stoletju se je razvila v Veliko kneževino, leta 1217 pa sta bili ustanovljeni Kraljevina in narodna cerkev (Srbska pravoslavna cerkev) pod Nemanjići. Leta 1345 je bilo ustanovljeno Srbsko cesarstvo: obsegalo je velik del Balkana. Leta 1540 je Osmansko cesarstvo priključilo Srbijo.
Srbska kraljestva so izginila do sredine 16. stoletja, zaradi domačih spopadov in premagana z osmanskim osvajanjem. Uspeh srbske revolucije proti osmanski oblasti leta 1817 je zaznamoval rojstvo Kneževine Srbije, ki je leta 1867 dosegla de facto neodvisnost in jo končno priznale velike sile na Berlinskem kongresu leta 1878. Kot zmagovalka v balkanskih vojnah z Bolgarijo v letih 1912–1913 je Srbija ponovno pridobila Vardarsko Makedonijo, Kosovo in Raško (Stara Srbija). Konec leta 1918 je Vojvodina razglasila odcepitev od Avstro-Ogrske, da bi se združila s slovansko državo Slovencev, Hrvatov in Srbov; 1. decembra 1918 je k državi pristopila Kraljevina Srbija, država pa je dobila ime Kraljevina Srbov, Hrvatov in Slovencev. 
Srbija je svoje sedanje meje dosegla ob koncu druge svetovne vojne, ko je postala federativna enota v okviru Federativne ljudske republike Jugoslavije (razglašena novembra 1945). Po razpadu Jugoslavije v obdobju jugoslovanskih vojn v 90. letih dvajsetega stoletja je Srbija 5. junija 2006 po razpadu kratkotrajne unije s Črno goro ponovno postala neodvisna država. 

## Prazgodovina
Paleobalkanska plemena so nastala v 2. in 1. tisočletju pr. n. št. Najsevernejše staromakedonsko mesto je bilo v južni Srbiji (Kale-Krševica). Keltsko pleme Skordisci je leta 279 pr. n. št. osvojilo večji del Srbije in zgradilo številne utrdbe po vsej regiji. Rimsko cesarstvo je osvojilo regijo v razponu od 2. stoletja pred pr. n. št. – 1. stoletja n. št. Rimljani so med drugim nadaljevali širitev Singidunuma (sodobna prestolnica Beograd), Sirmija (Sremska Mitrovica) in Naissusa (Niš), ohranilo pa se je nekaj pomembnih ostankov spomenikov, kot so Via Militaris, Trajanov most, Diana, Felix Romuliana (UNESCO) itd. Severni deli so bili vključeni v Moesia Superior, Dacia Remesiana in Dacia Mediterranea.
Neolitski starčevski in vinčanski kulturi sta obstajali v Beogradu ali blizu njega in sta prevladovali na Balkanu (pa tudi na delih srednje Evrope in Male Azije) pred približno 8.500 leti. Nekateri znanstveniki menijo, da prazgodovinska vinčanska znamenja predstavljajo eno najzgodnejših znanih oblik pisave (od 6000 do 4000 pr. n. št.).
Strateška lega Srbije med dvema celinama jo je izpostavila invazijam številnih tujih vojsk. Tračani so obvladovali Srbijo pred ilirsko selitvijo na jugozahodu. Grki so kolonizirali jug v 4. stoletju pr. n. št., najsevernejša točka cesarstva Aleksandra Velikega je bilo mesto Kale.

## Rimsko obdobje
Rimljani so osvojili dele Srbije v 2. stoletju pr. n. št., leta 167 pr. n. št., ko so osvojili Zahod, ustanovili provinco Ilirik in preostalo osrednjo Srbijo leta 75 pr. n. št., ustanovili provinco Mezijo. Srem je osvojil 9. pr. n. št., Bačko in Banat pa leta 106 n. št. po Trajanovih dačanskih vojnah. 
Sodobna Srbija obsega klasične regije Mezijo, Panonijo, dele Dalmacije, Dakije in Makedonije. Severno srbsko mesto Sirmium (Sremska Mitrovica) je bilo med 4 najboljšimi mesti poznega rimskega cesarstva in je bilo njegovo glavno mesto v času tetrarhije. Glavna mesta Zgornje Mezije so bila: Singidunum (Beograd), Viminacium (včasih imenovan municipium Aelium; sodobni Kostolac), Remesiana (Bela Palanka). 
V današnji Srbiji se je rodilo sedemnajst rimskih cesarjev. Domneva se, da se je v Beogradu od rimskih časov zgodilo vsaj 140 vojn. 
V zgodnjem 6. stoletju so se Južni Slovani, ki so bili v velikem številu prisotni po celotnem Bizantinskem cesarstvu, združili z domačim prebivalstvom (Dačani, Iliri, Tračani) in jih asimilirali, ter tako tvorili osnovo etnogeneze sodobnih Srbov.

## Srednji vek
Srbi so v bizantinskem svetu živeli v tako imenovanih slovanskih deželah, deželah, ki so bile sprva izven bizantinskega nadzora in neodvisne. Rodbina Vlastimirović je v 7. stoletju ustanovila Srbsko kneževino. Leta 822 so frankovski analisti zabeležili, da Srbi naseljujejo večji del Dalmacije. Pokristjanjevanje Srbov, ki se je začelo v 7. stoletju, je bil postopen proces, ki se je zaključil do sredine 9. stoletja. Sredi 10. stoletja se je srbska država razprostirala med obalami Jadranskega morja, Neretvo, Savo, Morave in Skadra. Etnična identiteta lokalnega prebivalstva ostaja predmet zgodovinopisnih sporov.
Leta 924 so Srbi premagali majhno bolgarsko vojsko, s čimer so izzvali veliko maščevalno akcijo, ki se je končala z bolgarsko aneksijo Srbije konec tega leta. Bolgarski car Samuel je leta 997, ogrožen zaradi zavezništva med Bizantinci in srbsko državo Duklja, premagal in ujel njenega kneza Jovana Vladimirja ter ponovno prevzel nadzor nad srbskimi deželami. Država je razpadla po smrti zadnjega znanega vladarja Vlastimirida; Bizantinci so si regijo priključili in jo obdržali stoletje, vse do leta 1040, ko so se Srbi pod vodstvom rodbine Vojislavljević uprli v Duklji, pomorskem območju. Leta 1091 je rodbina Vukanović ustanovila srbsko veliko kneževino s sedežem v Raški (latinsko Rascia).
Leta 1166 je prestol prevzel Stefan Nemanja, kar je pomenilo začetek uspešne Srbije, odslej pod vladavino rodbine Nemanjić. Nemanjin sin Rastko (post. Sveti Sava) je leta 1219 pridobil avtokefalnost za Srbsko cerkev in avtor najstarejše znane ustave, hkrati pa je Štefan Prvokronani leta 1217 ustanovil Srbsko Kraljestvo. Srednjeveška Srbija je dosegla svoj vrhunec v času vladavine Stefana Dušana (1331-1355), ki je izkoristil bizantinsko državljansko vojno in podvojil velikost države z osvajanjem ozemlja na jugu in vzhodu na račun Bizanca ter segel do Peloponeza, ki je bil leta 1346 kronan tudi za cesarja Srbov in Grkov. 
Bitka na Kosovem polju proti nastajajočemu Osmanskemu cesarstvu leta 1389 pomeni prelomnico in velja za začetek padca srednjeveške srbske države. Rodbini Lazarević in Branković sta nato (v 15. in 16. stoletju) vladali suzerenu Srbski despotovini. Po padcu Konstantinopla pod Osmane leta 1453 in obleganju Beograda je Srbska despotovina padla leta 1459 po obleganju začasne prestolnice Smederevo. Do leta 1455 je osrednjo Srbijo popolnoma osvojilo Osmansko cesarstvo. Potem, ko je več kot 70 let zatiral osmanske napade, je Beograd leta 1521 dokončno padel, kar je odprlo pot za osmansko širitev v srednjo Evropo. Délvidék (danes Vojvodina), ki so ga naseljevali Srbi in Madžari, se je upiral osmanski oblasti vse do 16. stoletja.

## Zgodnja moderna zgodovina
V zgodnjem novem obdobju, od osmanskega osvajanja Srbije v drugi polovici 15. stoletja, do začetka srbske revolucije leta 1804, je bilo na ozemlju sodobne Srbije več habsburško-osmanskih vojn. To obdobje vključuje zaporedna obdobja osmanske in habsburške vladavine v različnih delih Srbije.

### Osmansko obdobje
Srednjeveška Bosna, Hercegovina in Zeta so trajale do 1463, 1483 oziroma 1496. Srbska kneževina je bila obnovljena nekaj let po padcu Srbske despotovine s strani rodbine Branković v današnji Vojvodini. Vladali so ji izgnani srbski despoti in plemiči, ki so obstajali do leta 1540 kot madžarski vazali, ko so padli pod Osmane. Rezidenca despotov je bil Kupinik (današnje Kupinovo). Despoti so bili: Vuk Grgurević-Branković (1471–1485), Đorđe Branković (1486–1496), Jovan Branković (1496–1502), Ivaniš Berislavić (1504–1514), Stjepan Berislavić (1520–1535), Radič Božić (1527–1528) pretendent frakcije Zapolya in Pavle Bakić (1537). Stevan Berislavić se je leta 1522 preselil v Slavonijo, saj so Kupinik zavzele osmanske sile. 
Številni Srbi so bili novačeni v času sistema devširme, oblike suženjstva v Osmanskem cesarstvu, v katerem so bili fantje iz balkanskih krščanskih družin prisilno spreobrnjeni v islam in usposobljeni za pehotne enote osmanske vojske, znane kot janičarji.
Od 14. stoletja dalje se je vse več Srbov začelo seliti na sever v regijo, ki je danes znana kot Vojvodina, ki je bila takrat pod oblastjo Ogrske. Ogrski kralji so spodbujali priseljevanje Srbov v kraljestvo in jih veliko najeli kot vojake in obmejne straže. Med bojem med Osmanskim cesarstvom in Ogrsko je to srbsko prebivalstvo izvedlo poskus obnove srbske države. V bitki pri Mohaču 29. avgusta 1526 je Osmansko cesarstvo premagalo ogrsko vojsko. Kmalu po bitki je vodja srbskih najemnikov na Ogrskem Jovan Nenad vzpostavil svojo oblast v današnji Vojvodini. Ustanovil je kratkotrajno neodvisno državo s Subotico kot prestolnico. Ogrski kralj Janez je leta 1527 premagal Jovana Nenada.
Evropske sile in zlasti Avstrija so se borile proti Osmanskemu cesarstvu, včasih s pomočjo Srbov. Med avstrijsko-osmansko vojno (1593–1606) je leta 1594 nekaj Srbov sodelovalo v vstaji v Banatu – panonskem delu Osmanskega cesarstva, sultan Murat III. pa se je maščeval s sežigom relikvij sv. Save. Avstrija je ustanovila čete v Hercegovini, ko pa sta Osmansko cesarstvo in Avstrija podpisala mir, se je Avstrija prepustila osmanskemu maščevanju. To zaporedje dogodkov je postalo običajno za naslednja stoletja. 
Med veliko vojno (1683–1690) med Osmanskim cesarstvom in Sveto ligo, ki je bila ustanovljena s papeževim pokroviteljstvom in je vključevala Avstrijo, Poljsko in Beneško republiko, so te tri sile kot sredstvo razdelitve in vladaj strategije spodbujale tudi Srbe k uporu proti osmanske oblasti in kmalu so se upori in terorizem razširili po celotnem zahodnem Balkanu: od Črne gore in Dalmatinske obale do Donave in Stare Srbije (Makedonija, Raška, Kosovo in Metohija). Ko pa so se Avstrijci začeli umikati iz Osmanske regije, so povabili Avstrijcem zveste ljudi, naj pridejo z njimi na sever na ogrska ozemlja. Ker so morali izbirati med osmanskim maščevanjem ali življenjem na Ogrskem, so nekateri Srbi zapustili svoje domačije in se odpravili proti severu pod vodstvom patriarha Arsenija Čarnojevića.
Drugi pomemben dogodek v zgodovini regije se je zgodil v letih 1716–1718, ko so ozemlja od Dalmacije, Bosne in Hercegovine pa vse do Beograda in Donavskega porečja postala bojišče za novo avstrijsko-osmansko vojno, ki jo je sprožil princ Evgen Savojski. Nekateri Srbi so se ponovno postavili na stran Avstrije. Po podpisu mirovne pogodbe v Požarevcu so Osmani izgubili vse svoje posesti v porečju Donave, pa tudi današnjo severno Srbijo in severno Bosno, dele Dalmacije in Peloponeza. Hacı Mustafa paša je bil vojaški guverner Beograda od leta 1793 do 1801. Za razliko od večine višjih osmanskih imenovanih ni bil član bogatega in vojaško močnega ajanskega razreda lokalnih uglednežev. Namesto tega je bil karierni birokrat, ki se je sprl z ajanom. Sultan Selim III. (vladal 1789–1807) je želel centralizirati deželno upravljanje, vendar se je ta poskus slabo izkazal zaradi zavezništva med ajani in pokvarjenimi janičarji.
Zadnja avstrijsko-osmanska vojna je bila v letih 1788–1791, ko so Avstrijci pozvali kristjane v Bosni in Srbiji k uporu. Do 20. stoletja, ki je zaznamoval propad avstrijskega in Osmanskega cesarstva, ki so ga skupaj uprizorile evropske sile tik po prvi svetovni vojni, ni bilo vojn.

## Moderna zgodovina

### Srbska revolucija in avtonomna kneževina (1804–1878)
David MacKenzie raziskuje srbsko ljudsko izročilo epske borilne poezije iz 14. stoletja, ki spominja na srbski poraz v bitki na Kosovu (1389). Spodbujal je širok odpor proti osmanski oblasti in spodbujal nastanek srbske narodne zavesti med letoma 1804 in 1815. Sporočilo je bilo junaštvo, ne natančnost.
Srbija je pridobila avtonomijo od Osmanskega cesarstva v dveh vstajih leta 1804 (voditelj Đorđe Petrović – Karađorđe) in 1815 (vodil ga je Miloš Obrenović), čeprav so turške čete do leta 1867 še naprej zasedale glavno mesto Beograd. Leta 1817 je bila Kneževina Srbija je bila podeljena de facto neodvisnost od Osmanskega cesarstva. Visoki uradniki v Avstro-Ogrski so lobirali za osmansko odobritev liberalne ustave iz leta 1869 za Srbijo, ki je bila odvisna od Porte za končno odobritev. Dunajska strategija je bila, da bi liberalni politični sistem v Srbiji preusmeril svoj impulz v spodbujanje nacionalističnih nemirov v svojih sosedih in tudi odložil svoja prizadevanja za pridobitev ozemlja na račun Osmanskega cesarstva. 
Srbi so sprožili ne samo nacionalno revolucijo, ampak tudi socialno. Srbija je v procesu narodne enotnosti doživela določeno stopnjo modernizacije. Uspehi so vključevali osvoboditev od tuje oblasti, pridobivanje zemlje s strani kmetov, postajanje Beograda politično in kulturno središče ter širjenje sprejemanja sodobnih evropskih norm in gospodarskih institucij. Manj uspeha se je odražalo v dolgih zamudah in razočaranjih, nadaljnji globoki revščini in naraščajočem prepadu med modernizirajočo se mestno elito in tradicionalističnim kmetom.

### Kraljevina Srbija (1878 - 1918)
Avtonomna kneževina je postala mednarodno priznana neodvisna država po rusko-turški vojni leta 1878. Srbija je ostala kneževina (knjaževina), do leta 1882, ko je postala Kraljevina, v kateri se je notranja politika v veliki meri vrtela okoli dinastičnega rivalstva med Obrenovići in Obrenovići, družine Karađorđević. 
To obdobje je zaznamovala menjava dveh dinastij, ki izhajata iz Đorđa Petrovića – Karađorđa, vodje prve srbske vstaje in Miloša Obrenovića, vodje druge srbske vstaje. Nadaljnji razvoj Srbije je zaznamoval splošen napredek v gospodarstvu, kulturi in umetnosti, predvsem zaradi modre državne politike pošiljanja mladih v evropske prestolnice na izobraževanje. Vsi so prinesli nov duh in nov sistem vrednot. Ena od zunanjih manifestacij preobrazbe, ki jo je doživljala nekdanja turška provinca, je bila razglasitev Pokrajine Srbije leta 1882.
Med revolucijami leta 1848 so Srbi v Avstrijskem cesarstvu razglasili srbsko avtonomno pokrajino, znano kot Srbska Vojvodina. Z odločitvijo avstrijskega cesarja je bila novembra 1849 ta provinca preoblikovana v avstrijsko kronsko deželo, imenovano Vojvodstvo Srbije in Temeški Banat (Kneževina Srbija in Tamiški Banat). Proti volji Srbov je bila pokrajina leta 1860 ukinjena, vendar so Srbi iz regije dobili še eno priložnost za uresničitev svojih političnih zahtev leta 1918. Danes je ta regija znana kot Vojvodina. 
Leta 1885 je Srbija protestirala proti združitvi Bolgarije in Vzhodne Rumelije ter napadla Bolgarijo. To je znano tudi kot srbsko-bolgarska vojna. Kljub boljšemu orožju in spretnim poveljnikom je Srbija vojno izgubila.
V drugi polovici 19. stoletja je Srbija dobila državnost kot Kraljevina Srbija. Tako je postala del konstelacije evropskih držav in ustanovile so se prve politične stranke, ki so dale nov zagon političnemu življenju. Majski državni udar leta 1903, ki je na prestol pripeljal Karađorđevega vnuka z naslovom Kralj Peter I., je odprl pot parlamentarni demokraciji v Srbiji. Po evropski izobrazbi je ta liberalni kralj prevedel "O svobodi" Johna Stuarta Milla in svoji državi dal demokratično ustavo. Začel je obdobje parlamentarne vlade in politične svobode, ki je bila prekinjena z izbruhom osvobodilnih vojn.
Srbija je imela več nacionalnih ciljev. Veliko število Srbov, ki so živeli v Bosni, je gledalo na Srbijo kot žarišče svojega nacionalizma, vendar so jim vladali Nemci avstrijskega cesarstva. Priključitev Bosne leta 1908 Avstro-Ogrski je močno razburila srbske narode. Uporniki so se maščevali, kar so dosegli leta 1914 z atentatom na avstrijskega prestolonaslednika. Srbski intelektualci so sanjali o južnoslovanski državi, ki je v dvajsetih letih dvajsetega stoletja postala Jugoslavija. 
Srbija ni imela dostopa do morja in je močno čutila potrebo po dostopu do Sredozemlja, po možnosti preko Jadranskega morja. Avstro-Ogrska si je močno prizadevala, da bi preprečila srbski dostop do morja, na primer tako, da je pomagala pri ustanovitvi Albanije leta 1912. Črna gora, edina prava zaveznica Srbije, je imela majhno pristanišče, vendar je posredovalo avstrijsko ozemlje, ki je blokiralo dostop, dokler Srbija ni pridobila Novi Pazar in del Makedonije od Turčije leta 1913. Na jugu je Bolgarija preprečila Srbski dostop do Egejskega morja. 
Srbija, Grčija, Črna gora in Bolgarija so ustanovile Balkansko ligo in se v letih 1912–13 borile z Osmani. Odločno so zmagali in to cesarstvo izgnali s skoraj vsega Balkana. Glavni preostali sovražnik je bila Avstro-Ogrska, ki je odločno zavračala panslavizem in srbski nacionalizem ter bila pripravljena na vojno, da bi te grožnje končala. Etnični nacionalizem bi obsodil večkulturno Avstro-Ogrsko cesarstvo. Širitev Srbije bi blokirala avstrijske in nemške težnje po neposrednih železniških povezavah s Carigradom in Bližnjim vzhodom. Srbija se je pri podpori velikih sil zanašala predvsem na Rusijo, vendar je Rusija sprva zelo oklevala, da bi podprla panslavizem, in je svetovala previdnost. Vendar je leta 1914 obrnila stališča in obljubila vojaško podporo Srbiji. 

### Srbija v prvi svetovni vojni (1914 - 1918)
Kljub svoji majhnosti in 4,6 milijona prebivalcev je imela Srbija najučinkovitejšo mobilizacijo delovne sile v vojni in je imela visoko profesionalen častniški zbor. K orožju je najela 350.000 moških, od tega 185.000 v bojnih enotah. Vendar pa je bila zaradi žrtev in porabe streliva v balkanskih vojnah Srbija izčrpana. 
Atentat na avstrijskega prestolonaslednika Franca Ferdinanda 28. junija 1914 v bosanski prestolnici Sarajevu, ki ga je izvedel Gavrilo Princip, član Mlade Bosne in eden od sedmih atentatorjev, je služil kot izgovor za avstrijsko napoved vojne Srbiji 28. julija 1914, ki je zaznamoval začetek prve svetovne vojne, kljub temu, da je Srbija tri dni pred tem sprejela skoraj vse zahteve Avstro-Ogrske. Avstro-ogrska vojska je vdrla v Srbijo in 2. decembra 1914 zavzela prestolnico Beograda, srbska vojska pa je vdrla 2. decembra 1914 in uspešno obranila državo, dosegla je več zmag in 15. decembra 1914 ponovno zavzela Beograd. 
Konec leta 1915 pa so nemški generali dobili nadzor in vdrli v Srbijo z avstrijskimi in bolgarskimi silami. Srbska vojska se je do januarja 1916 umaknila čez albansko gorovje do Jadranskega morja. Le 70.000 se jih je prebilo do obale, da so jih italijanske, francoske in britanske pomorske sile evakuirale v Grčijo. 
Srbija je postala okupirana dežela. Bolezen je bila zelo razširjena, vendar so bili Avstrijci pragmatični in so dobro plačali za oskrbo s hrano, tako da pogoji niso bili ostri. Namesto tega je Avstro-Ogrska poskušala depolitizirati Srbijo, zmanjšati nasilje in državo integrirati v cesarstvo. Kljub temu so ostrina vojaške okupacije in avstrijska vojaška grozodejstva, storjena v Srbiji, delovala proti tem političnim ciljem, srbski nacionalizem pa je ostal kljuboval in veliko mladih se je izmuznilo, da bi pomagali obnoviti srbsko vojsko v izgnanstvu. 
Antanta je Srbiji za nagrado po vojni obljubila ozemlja Srema, Bačke, Baranje, vzhodne Slavonije, Bosne in Hercegovine in vzhodne Dalmacije. Po okrevanju na Krfu se je srbska vojska skupaj s solunsko fronto vrnila v boj na solunski fronti, skupaj z drugimi silami Antante in oktobra 1918 osvobodila Srbijo. Srbija je utrpela 1.264.000 žrtev – 28 % njenega 4,6-milijonskega prebivalstva, kar je predstavljalo tudi 58 % njene moške populacije – izgube, od katere si ni nikoli popolnoma opomogla. Srbija je utrpela največje število žrtev v prvi svetovni vojni.

### Kraljevina Srbov, Hrvatov in Slovencev
Uspešna zavezniška ofenziva septembra 1918 je zagotovila najprej predajo Bolgarije in nato osvoboditev okupiranih srbskih ozemelj (november 1918). Skupščina Srbov, Bunjevcev in drugih narodov Vojvodine v Novem Sadu je 25. novembra izglasovala priključitev regije Srbiji. Prav tako je 29. novembra Narodna skupščina Črne gore izglasovala združitev s Srbijo, dva dni pozneje pa je skupščina voditeljev južnih slovanskih pokrajin Avstro-Ogrske izglasovala pridružitev novi Državi Slovencev, Hrvatov in Srbov. 
S koncem prve svetovne vojne in razpadom tako Avstro-Ogrske kot Osmanskega cesarstva so se izpolnili pogoji za razglasitev Kraljevine Srbov, Hrvatov in Slovencev decembra 1918. Jugoslovanski ideal so dolgo gojili intelektualni krogi treh narodov, ki so državi dali ime, a mednarodna konstelacija političnih sil in interesov do takrat ni dovolila njenega izvajanja. Toda po vojni so idealistični intelektualci umaknili politikom, najvplivnejši hrvaški politiki pa so že na začetku nasprotovali novi državi.
Jugoslovanska vlada srbskega premierja Nikole Pašića je v začetku dvajsetih let dvajsetega stoletja uporabila policijski pritisk na volivce in etnične manjšine, zaplembo opozicijskih pamfletov in druge ukrepe volilnega prirejanja, da bi zadržala opozicijo, predvsem pa hrvaško seljačko stranko in njene zaveznike manjšina v jugoslovanskem parlamentu. Pašić je menil, da bi morala biti Jugoslavija čim bolj centralizirana in namesto ločenih regionalnih vlad in identitet ustvariti velikosrbski nacionalni koncept koncentrirane oblasti v rokah Beograda. 
Toda tisto, kar je Kraljevino potisnilo v krizo, je bilo, ko je srbski predstavnik leta 1928 sprožil atentat na opozicijske klopi v parlamentu, pri čemer je dva dokončno ubil in smrtno ranil vodjo hrvaške kmečke stranke Stjepana Radića leta 1928. 
Izkoristivši posledično krizo je kralj Aleksander I. leta 1929 prepovedal nacionalne politične stranke, prevzel izvršilno oblast in državo preimenoval v Jugoslavijo. Upal je zajeziti separatistične težnje in ublažiti nacionalistične strasti. Vendar se je razmerje moči v mednarodnih odnosih spremenilo: v Italiji in Nemčiji so na oblast prišli fašisti in nacisti, Josif Stalin pa je postal absolutni diktator v Sovjetski zvezi. Nobena od teh treh držav ni bila naklonjena politiki Aleksandra I. Prvi dve sta želeli revidirati mednarodne pogodbe, podpisane po 1. svetovni vojni, in Sovjeti so bili odločeni, da ponovno pridobijo svoje položaje v Evropi in vodijo bolj aktivno mednarodno politiko. Jugoslavija je bila ovira za te načrte, kralj Aleksandar I. pa steber jugoslovanske politike. 
Med uradnim obiskom v Franciji leta 1934 je kralja v Marseillu ubil član Notranje makedonske revolucionarne organizacije – skrajne nacionalistične organizacije v Bolgariji, ki je imela načrte za aneksijo ozemelj ob vzhodni in južni jugoslovanski meji – ob sodelovanju Ustaše – hrvaška fašistična separatistična organizacija. Mednarodno politično sceno v poznih tridesetih letih dvajsetega stoletja je zaznamovala naraščajoča nestrpnost med glavnimi osebnostmi, agresiven odnos totalitarnih režimov. Hrvaškemu voditelju Vlatku Mačku in njegovi stranki je leta 1939 uspelo izsiliti ustanovitev hrvaške banovine (upravne pokrajine). Sporazum je določal, da Hrvaška ostane del Jugoslavije, vendar pa je pospešeno gradila neodvisno politično identiteto v mednarodnem prostoru odnosov.

### Srbija v drugi svetovni vojni (1941 - 1945)
V času pred drugo svetovno vojno je princ regent Pavel podpisal pogodbo s Hitlerjem (tako kot Bolgarija, Romunija, Madžarska). Vendar je ljudska vstaja med ljudmi ta sporazum zavrnila in princa regenta Pavla so poslali v izgnanstvo. Kralj Peter II je prevzel polno kraljevo dolžnost.
Tako se je v začetku štiridesetih let 20. stoletja Jugoslavija znašla obkrožena s sovražnimi državami. Razen Grčije so vse druge sosednje države podpisale sporazume z Nemčijo ali Italijo. Adolf Hitler je močno pritiskal na Jugoslavijo, naj se pridruži silam osi. Vlada je bila z njim pripravljena celo skleniti kompromis, a je bil duh v državi povsem drugačen. Javne demonstracije proti nacizmu so sprožile brutalno reakcijo. 
6. aprila 1941 so Nemčija, Italija, Madžarska in Bolgarija napadle Jugoslavijo, Luftwaffe pa je 3 dni bombardirala Beograd in ubila 17.000 ljudi. Beograd so nemške sile zavzele 13. aprila 1941, štiri dni pozneje, 17. aprila 1941, pa se je kraljeva jugoslovanska armada brezpogojno predala in podpisala premirje. Po nasvetu in s težkim srcem je kralj Peter II zapustil državo, da bi poiskal podporo zaveznikov. Označili so ga kot heroja, ki si je upal nasprotovati Hitlerju. Kraljeva jugoslovanska vlada, edini pravni organ Jugoslavije, je nadaljevala z delom v Londonu. Okupacijske sile osi so nato razdelile Jugoslavijo. Zahodni deli države so bili skupaj z Bosno in Hercegovino spremenjeni v nacistično marionetno državo, imenovano Neodvisna država Hrvaška (NDH), ki so ji vladali ustaši. Večino ozemlja sodobne Srbije je zasedla nemška vojska in ga je v Srbiji upravljala nemška vojaška uprava. Upravljano ozemlje se je imenovalo Srbija ali ozemlje vojaškega poveljnika v Srbiji, poleg nemških vojaških upraviteljev pa so ga upravljale tudi srbske marionetne vlade, najprej pod vodstvom Milana Aćimovića in nato pod vodstvom generala srbske vojske Milana Nedića. Severna ozemlja je priključila Madžarska, vzhodna in južna ozemlja pa Bolgarija. Kosovo in Metohijo je večinoma priključila Albanija, ki je bila pod pokroviteljstvom fašistične Italije. Črna gora je izgubila ozemlja zaradi Albanije in so jo nato zasedle italijanske čete. Slovenija je bila razdeljena med Nemčijo in Italijo, ki sta si zavzeli tudi otoke v Jadranu.
V Srbiji so nemške okupacijske oblasti organizirale več taborišč za Jude, pripadnike komunističnega partizanskega odporniškega gibanja in četnikov rojalističnega odporniškega gibanja. 
Največji koncentracijski taborišči sta bili Banjica in Sajmište pri Beogradu, kjer je bilo po najbolj konzervativnih ocenah ubitih okoli 40.000 Judov. V vseh teh taboriščih je umrlo okoli 90 odstotkov srbskega judovskega prebivalstva. Na Bački, ki jo je priključila Madžarska, so v napadu madžarskih oblasti leta 1942 pobili številne Srbe in Jude. Preganjanja srbskega prebivalstva so se dogajala tudi v regiji Srijem, ki je bila pod nadzorom Neodvisne države Hrvaške, in v regiji Banat, ki je bila pod neposrednim nemškim nadzorom. 
Neusmiljen odnos nemških okupacijskih sil in genocidna politika hrvaškega ustaškega režima, usmerjena proti Srbom, Judom, Romom in protiustaškim Hrvatom, je ustvarila močan protifašistični odpor v NDH. Veliko Hrvatov in drugih narodnosti se je uprlo genocidu in nacistom. Mnogi so se pridružili partizanskim silam, ki jih je ustvarila Komunistična partija (Narodnoosvobodilna vojska pod vodstvom Josipa Broza Tita) v osvobodilni in revolucionarni vojni proti nacistom in vsem ostalim, drugi, ki so bili proti komunizmu. 
Med to vojno in po njej so jugoslovanski partizani pobili veliko nedolžnih srbskih civilistov, ki niso podpirali njihovih komunističnih idealov. Komunisti so pobili ljudi brez sojenja ali po politično in ideološko motiviranih sodiščih, kot na primer v primeru Draže Mihailovića, vodje četnikov. Kmetijska reforma, izvedena po vojni, je pomenila, da so morali kmetje večino pšenice, žita in živine oddati državi ali pa jim grozi huda zaporna kazen. Zemljišča in premoženje so bili zaplenjeni v velikem obsegu. Veliko ljudi je izgubilo tudi državljanske pravice in njihova imena so bila zavrnjena. Prav tako je bila uveljavljena cenzura na vseh ravneh družbe in medijev, v medijih se je ustvaril kult Tita. 
20. oktobra 1944 je sovjetska Rdeča armada osvobodila Beograd in do konca leta 1944 je bila vsa Srbija prosta nemškega nadzora. Jugoslavija je bila med državami z največjimi izgubami v vojni: ubitih je bilo 1.700.000 (10,8 % prebivalstva) ljudi, nacionalna škoda pa je bila po cenah tega obdobja ocenjena na 9,1 milijarde dolarjev.

### Srbija kot del Socialistične federativne republike Jugoslavije (1945 - 1992)
Po vojni je Josip Broz Tito postal prvi predsednik nove – socialistične – Jugoslavije, ki ji je vladal preko Zveze komunistov Jugoslavije. Nekoč pretežno kmetijska država se je Jugoslavija preoblikovala v industrijsko državo srednjega cenovnega razreda in si pridobila mednarodni politični ugled s podpiranjem procesa dekolonizacije in s prevzemom vodilne vloge v Gibanju neuvrščenih. Socialistična Jugoslavija je bila ustanovljena kot federativna država, ki je obsegala šest republik, od severa proti jugu: Slovenijo, Hrvaško, Bosno in Hercegovino, Srbijo, Črno goro in Makedonijo ter dve avtonomni pokrajini v okviru Srbije – Vojvodino in Kosovo.
Osnovno geslo Titove Jugoslavije je bilo »bratstvo in enotnost«, delavsko samoupravo, državna lastnina z minimalno lastnino v zasebni lasti. Na začetku se je država zgledovala po sovjetskem modelu, po Titovem sporu z Stalinom leta 1948 pa se je bolj obrnila proti Zahodu. Sčasoma je ustvarila lastno blagovno znamko socializma z vidiki tržnega gospodarstva in molzla tako Vzhod kot Zahod za znatna finančna posojila. 
Ustava iz leta 1974 je ustvarila bistveno manj centralizirano federacijo, s čimer se je povečala avtonomija jugoslovanskih republik in avtonomnih pokrajin Srbije.
Ko je Tito umrl 4. maja 1980, ga je nasledilo predsedstvo, ki se je vsako leto menjalo med šestimi republikami in dvema avtonomnima regijama. To je povzročilo usodno oslabitev centralne oblasti in vezi med republikami. V osemdesetih letih dvajsetega stoletja sta republiki vodili bistveno drugačno gospodarsko politiko, pri čemer sta separatistično usmerjeni Slovenija in Hrvaška dopuščali pomembne tržne reforme, Srbija pa se je držala obstoječega programa državne lastnine. Tudi to je bil vzrok napetosti med severom in jugom, saj je zlasti Slovenija doživela obdobje močne rasti. Pred vojno je inflacija narasla v nebo. Nato pa so se stvari pod vodstvom premiera Antejem Markovićem stvari začele izboljševati. Gospodarske reforme so odprle državo, življenjski standard je bil na vrhuncu, zdelo se je, da je kapitalizem vstopil v državo in nihče si ni mislil, da bodo le leto pozneje izstrelili prvi streli.
V enem letu po Titovi smrti so se začele kazati prve razpoke, ko se je spomladi 1981, ko se je 11. marca, 26. marca in 31. marca do 2. aprila stopnjevala serija vse večjih protestov iz kampusa Univerze v Prištini razširila na  ulicah več mest na Kosovu, ki zahtevajo nadgradnjo avtonomne regije v status polnopravne republike – te proteste je policija nasilno zatrla s številnimi smrtnimi žrtvami in razglasila izredne razmere. Srbsko zaskrbljenost glede ravnanja s srbskimi manjšinami v drugih republikah in zlasti na Kosovu je še zaostril Memorandum SANU, ki ga je pripravila Srbska akademija znanosti in umetnosti, septembra 1986 pa so objavile Večernje novosti, v katerem so trdile, da Srbi trpijo zaradi genocida, večine kosovskih Albancev. Slobodan Milošević, vodja Zveze komunistov Srbije od maja 1986, je postal prvak srbskih nacionalistov, ko je 24. aprila 1987 obiskal Kosovo, Polje in po spopadih lokalnih Srbov s policijo izjavil: »Nihče nima pravice pretepati ti'.
Slobodan Milošević je postal najmočnejši politik v Srbiji 25. septembra 1987, ko je med televizijskim 8. zasedanjem Zveze komunistov Srbije premagal in ponižal svojega nekdanjega mentorja srbskega predsednika Ivana Stamboliča. Milošević je vodil Srbijo od svojega položaja predsednika Centralnega komiteja Zveze komunistov Srbije do 8. maja 1989, ko je prevzel predsedstvo Srbije. Miloševićevi podporniki so v tako imenovani Antibirokratski revoluciji pridobili nadzor nad tremi drugimi sestavnimi deli Jugoslavije, Vojvodino 6. oktobra 1988, Kosovom 17. novembra 1988 in Črno goro 11. januarja 1989. 25. novembra 1988 je jugoslovanska Narodna skupščina odobrila  Srbija ima pravico do spremembe ustave. Marca 1989 je bilo to storjeno, s čimer je bila odvzeta avtonomija Vojvodini in Kosovu, kar je povzročilo velike nemire na Kosovu. 28. junija 1989 je Slobodan Milošević izrekel tako imenovani govor na Gazimestanu, ki je bil osrednji del celodnevnega dogodka, ki se ga je udeležil  približno milijon Srbov, ob 600. obletnici srbskega poraza v bitki na Kosovu s strani Otomanskega cesarstva. V tem govoru so Miloševićevo sklicevanje na možnost »oboroženih bojev« v prihodnosti srbskega nacionalnega razvoja mnogi videli kot napovedovanje razpada Jugoslavije in prelivanja krvi v jugoslovanskih vojnah. 
Zveza komunistov Jugoslavije je 23. januarja 1990 na svojem 14. kongresu glasovala za odpravo svojega monopola nad politično oblastjo, vendar je isti dan dejansko prenehala obstajati kot nacionalna stranka, ko je Zveza komunistov Slovenije izstopila, potem ko je Slobodan Milošević blokiral vse njihove reformiste. 27. julija 1990 je Milošević združil Zvezo komunistov Srbije z več manjšimi strankami komunističnih front, da je ustanovil Socialistično stranko Srbije. Izdelana je bila nova ustava, ki je začela veljati 28. septembra 1990, s katero je enostrankarska Socialistična republika Srbija preoblikovana v večstrankarsko Republiko Srbijo Prve večstrankarske volitve so bile izvedene 9. in 23. decembra 1990 in l.  kar je postalo vzorec naslednjih nekaj volitev, je zmagala Socialistična partija Srbije, saj je Milošević ohranil trden nadzor nad državnimi mediji, opozicijske stranke pa so imele le malo dostopa. 9. marca 1991 se je množični shod na ulicah Beograda spremenil v nemire s hudimi spopadi med protestniki in policijo. Organiziralo ga je Srbsko gibanje obnove (SPO) pod vodstvom Vuke Draškovića. V nasilju, ki je sledilo, sta umrli dve osebi. 
Socialistična federativna republika Jugoslavija je leta 1992 razpadla v nizu vojn po razglasitvi neodvisnosti Slovenije in Hrvaške 25. junija 1991 ter Bosne in Hercegovine 5. marca 1992. Makedonija je federacijo mirno zapustila 25. septembra 1991. Jugoslovanska ljudska armada (JNA) je poskušala in ni uspela preprečiti odcepitve Slovenije v desetdnevni vojni, ki je trajala od 26. junija do 6. julija 1991 in se je popolnoma umaknila do 26. oktobra 1991. JNA je poskušala in ni uspela preprečiti odcepitve Hrvaške v prvi fazi hrvaško osamosvojitvene vojne od 27. junija 1991 do premirja januarja 1992, vendar je hrvaški srbski manjšini uspešno omogočil ustanovitev Republike Srbske krajine, ki je iskala podporo v Srbiji. Največja bitka te vojne je bilo obleganje Vukovarja. Po začetku vojne v Bosni 1. aprila 1992 je JNA maja 1992 uradno umaknila vse svoje sile iz Hrvaške in Bosne ter je uradno razpadla 20. maja 1992 – njene preostale sile je prevzela nova Zvezna republika Jugoslavija.

### Srbija in Črna gora (1992 - 2006)
Dve preostali republiki Jugoslavije, Srbija in Črna gora, sta 28. aprila 1992 ustanovili novo federacijo z imenom Zvezna republika Jugoslavija.

#### Miloševićeva leta
Po razpadu Jugoslavije je bila leta 1992 ustanovljena Zvezna republika Jugoslavija (ZRJ) kot federacija. Leta 2003 je bila rekonstituirana kot politična unija, imenovana Državna skupnost Srbije in Črne gore (SCG).
Po juniju 1999 je Kosovo postalo protektorat Združenih narodov v okviru misije ZN na Kosovu (UNMIK) s sedežem v Prištini. Od začetka leta 2001 UNMIK sodeluje s predstavniki srbske in sindikalne vlade, da bi ponovno vzpostavil stabilne odnose v regiji. Novembra 2001 je bila izvoljena nova skupščina pokrajine, ki je oblikovala vlado in februarja 2002 izbrala predsednika. Spomladi 2002 je UNMIK objavil svoj načrt za repatriacijo etničnih srbskih notranje razseljenih oseb (IDP).
Čeprav jo je Milošević v zadnjih letih njegove vladavine ogrožal, so se prizadevanja Črne gore za demokratizacijo nadaljevala. Januarja 1998 je Milo Đukanović postal predsednik Črne gore po ostro spornih volitvah novembra 1997, ki so jih mednarodni opazovalci razglasili za svobodne in poštene. Njegova koalicija je sledila majskim parlamentarnim volitvam. Ko je prestal Miloševićevo kampanjo za spodkopavanje svoje vlade, se je Đukanović trudil uravnotežiti prooodvisniško držo svoje koalicije s spremenjenim domačim in mednarodnim okoljem na Balkanu po 5. oktobru. Decembra 2002 je Đukanović odstopil s položaja predsednika in bil imenovan za predsednika vlade. Novi predsednik Črne gore je postal Filip Vujanović. 
Pred 5. oktobrom je Milošević še naprej prevladoval v organih vlade Zvezne republike Jugoslavije (ZRJ), kljub naraščanju opozicije. In čeprav njegova politična stranka, Socialistična partija Srbije (SPS) (v volilnem kartelu z Jugoslovansko združeno levico Mirjane Marković), ni imela večine niti v zveznem niti v srbskem parlamentu, je prevladovala v vladnih koalicijah in imela vse ključne upravna delovna mesta. Bistven element Miloševićevega prevzema oblasti je bil njegov nadzor nad srbsko policijo, močno oboroženo silo z okoli 100.000, ki je bila odgovorna za notranjo varnost in je resno hudo kršila človekove pravice. Rutinske zvezne volitve septembra 2000 so povzročile, da je Koštunica prejel manj kot večino, kar je zahtevalo drugi krog. Ulični protesti in shodi so takoj napolnili mesta po državi, ko so se Srbi zbrali okoli Vojislava Koštunice, nedavno ustanovljenega kandidata Demokratične opozicije Srbije (DOS, široka koalicija protimiloševićevskih strank) za predsednika ZRJ. Razširjen je bil strah, da bo drugi krog odpovedan zaradi tujega vmešavanja v volitve. Kriki o goljufijah in pozivi k Miloševićevi odstranitvi so odmevali po mestnih trgih od Subotice do Niša.

### Demokratična tranzicija
5. oktobra 2000 je bil Slobodan Milošević po večdnevnih množičnih protestih po vsej Srbiji prisiljen priznati svoj odstop. 
Novemu predsedniku ZRJ Vojislavu Koštunici se je na vrhu domače srbske politične scene kmalu pridružil Zoran Đinđić iz Demokratske stranke (DS), ki je bil na decembrskih republiških volitvah izvoljen za predsednika vlade Srbije na čelu liste DOS. Po začetnem obdobju medenih tednov po 5. oktobru sta se DSS in preostali del DOS, ki sta ga vodila Đinđić in njegova DS, znašla vse bolj v nasprotju glede narave in hitrosti reformnih programov vlade. Čeprav so bila začetna reformna prizadevanja zelo uspešna, zlasti v gospodarskem in fiskalnem sektorju, sta bila do sredine leta 2002 nacionalist Koštunica in pragmatični Đinđić odkrito sprta. Koštuničina stranka, ki se je neformalno umaknila iz vseh organov odločanja DOS, je agitirala za predčasne volitve v srbski parlament, da bi Đinđića izrinila s prizorišča. Po začetni evforiji ob zamenjavi Miloševićevega avtokratskega režima je srbsko prebivalstvo kot odziv na to politično manevriranje do sredine leta 2002 zdrsnilo v apatijo in razočaranje nad svojimi vodilnimi politiki. Ta politični zastoj se je nadaljeval večji del leta 2002, reformne pobude pa so zastale.
Februarja 2003 sta obe republiki končno ratificirali ustavno listino, parlament ZRJ in ime države pa sta bila spremenjena iz Zvezne republike Jugoslavije v Srbijo in Črno goro. V skladu z novo ustavno listino je večina zveznih funkcij in oblasti prešla na republiško raven. Funkcija predsednika ZR Jugoslavije, ki jo je opravljal Vojislav Koštunica, je prenehala obstajati, ko je bil Svetozar Marović izvoljen za predsednika Srbije in Črne gore. 
12. marca 2003 je bil umorjen srbski premier Zoran Đinđić. Novoustanovljena sindikalna vlada Srbije in Črne gore se je hitro odzvala z razglasitvijo izrednih razmer in zatiranjem organiziranega kriminala brez primere, zaradi česar je bilo aretiranih več kot 4000 ljudi.
V Republiki Srbiji so bile 28. decembra 2003 potekale parlamentarne volitve. Srbija je bila v stanju politične krize od strmoglavljenja komunističnega vladarja Slobodana Miloševića leta 2001. Reformatorji, ki jih vodi nekdanji jugoslovanski predsednik Vojislav Koštunica, niso mogli pridobiti nadzora nad srbskim predsedstvom, ker tri zaporedne predsedniške volitve niso prinesle zahtevane 50-odstotne udeležbe. Atentat na reformiranega premierja Zorana Đinđića marca 2003 je bil velik korak nazaj. 
Kljub velikemu porastu podpore radikalom so štiri proreformske stranke (Koštuničina Demokratska stranka Srbije, Demokratska stranka pokojnega premierja Đinđića, ki jo zdaj vodi Boris Tadić, in skupina liberalnih ekonomistov G17 Plus pod vodstvom Miroljuba Labusa, plus  SPO-NS) je dobil 49,8 % glasov v primerjavi s 34,8 % za dve protizahodni stranki, radikali Vojislava Šešlja in socialisti Miloševića, in osvojil 146 poslanskih mest proti 104.
Na predsedniških volitvah leta 2004 je Boris Tadić, kandidat Demokratske stranke, zmagal nad Tomislavom Nikolićem iz Srbske radikalne stranke, s čimer je zapečatil prihodnjo reformno in integracijsko pot Srbije v EU.

### Republika Srbija (2006 - danes)
Od leta 1996 je Črna gora začela prekinjati gospodarske vezi s Srbijo, saj je oblikovala novo gospodarsko politiko in za svojo valuto sprejela nemško marko. Naslednje vlade Črne gore so izvajale politiko za neodvisnost, politične napetosti s Srbijo pa so kljub političnim spremembam v Beogradu višale. Tudi separatistične albanske paravojaške skupine so leta 1998 začele stalno stopnjevanje nasilja. Vprašanje, ali bo Zvezna jugoslovanska država še naprej obstajala, je postalo zelo resno vprašanje za vlado.
Po glasovanju Črne gore za popolno neodvisnost na referendumu 21. maja 2006 (55,4 % da, 44,6 % ne) je Črna gora 3. junija 2006 razglasila neodvisnost. Temu je 5. junija 2006 sledila razglasitev neodvisnosti Srbije, ki je zaznamovala dokončno razpad Državne skupnosti Srbije in Črne gore, in ponovno vzpostavitev Srbije kot neodvisne države prvič po letu 1918.
28. in 29. oktobra 2006 je potekal referendum o predlogu osnutka nove ustave Srbije, ki je bil sprejet. Ustava je prva Srbija kot neodvisna država po ustavi Kraljevine Srbije iz leta 1903.
Volitve leta 2007 so potrdile proreformsko in proevropsko držo srbskega parlamenta, v katerem je stranka Borisa Tadića podvojila svojo zastopanost.
3. februarja 2008 je bil Tadić ponovno izvoljen za predsednika.
Srbska vlada je preživela več tednov hude krize po enostranski razglasitvi neodvisnosti njene južne pokrajine Kosovo 17. februarja 2008, ki so jo postopoma priznale ZDA in številne države Evropske unije. Krizo je spodbudila zahteva predsednika vlade Vojislava Koštunice iz Demokratske stranke Srbije (DSS) do Demokratske stranke (Srbije) (DS), ki je imela vladno večino, po prestrukturiranju vladne pogodbe, vključno z aneksom, po katerem Srbija lahko nadaljuje evropsko integracijo izključno s Kosovom kot njenim sestavnim delom, kot je zapisano v ustavi iz leta 2006. DS in G17+ sta to zavrnila, Koštunica pa je moral 8. marca 2008 odstopiti, hkrati pa je predsednika pozval, naj razpusti parlament in razpiše predčasne državnozborske volitve. 
Te predčasne državnozborske volitve so bile 11. maja 2008, komaj leto dni po prejšnjih državnozborskih volitvah. Rezultati so pokazali neto porast glasov za Tadićevo koalicijo ZES, ki je prešla s 87 na 102 sedeža. Po dolgih in težkih pogajanjih je bila 7. julija 2008 s 128 od 250 poslanskih glasov ZES, SPS-PUPS-JS in 6 od 7 predstavnikov manjšin sestavljena nova proevropska vlada. Novi predsednik vlade je bil Mirko Cvetković, kandidat DS. 
Maja 2012 je bil nacionalist Tomislav Nikolić izvoljen za predsednika Srbije, potem ko je na predsedniških volitvah premagal sedanjega liberalnega predsednika Borisa Tadića. Julija 2012 je predsednik srbske socialistične stranke Ivica Dačić po parlamentarnih volitvah postal predsednik vlade Srbije. Njegova vlada je bila koalicija nacionalistične napredne stranke predsednika Tomislava Nikolića, Socialistične stranke in drugih skupin. 
Na volitvah leta 2014 je zmagala Srbska napredna stranka (SNS), premier pa je postal vodja SNS Aleksandar Vučić. Tri leta pozneje je prevzel vodenje predsedniškega položaja. Ana Brnabić je bila predsednica vlade od leta 2017, predsednik Vučić pa je obdržal izvršilno oblast. 
Od izvolitve za predsednika Srbije leta 2017 si je Aleksandar Vučić prizadeval za vzpostavitev dobrih odnosov z evropskimi, ruskimi in kitajskimi partnerji.
Junija 2020 je vladajoča srbska napredna stranka (SNS) na parlamentarnih volitvah prepričljivo zmagala. Glavne opozicijske skupine so glasovanje bojkotirale. Po mnenju opozicije pogoji niso bili svobodni in pošteni. Aprila 2022 je bil ponovno izvoljen predsednik Aleksandar Vučić.

### Kosovski spor
17. februarja 2008 so samooklicani predstavniki kosovskih Albancev, ki delujejo izven okvira PISG UNMIK (ne zastopajo kosovske skupščine ali katere koli druge od teh institucij), izdali razglasitev neodvisnosti, s katero je ustanovila Republiko Kosovo, na mešane mednarodne odzive. 
Leta 2013 sta obe strani začeli normalizirati odnose v skladu z bruseljskim sporazumom, vendar se je proces ustavil novembra 2018, potem ko je Kosovo uvedlo 100-odstotni davek na uvoz srbskega blaga. Kosovo je 1. aprila 2020 davek umaknilo.

### EU integracija
Srbija je uradno zaprosila za članstvo v Evropski uniji 22. decembra 2009. 
Kljub nazadovanju na političnem področju je EU 7. decembra 2009 odmaknila trgovinski sporazum s Srbijo, schengenske države pa so 19. decembra 2009 opustile vizumsko obveznost za srbske državljane. 
Stabilizacijsko-pridružitveni sporazum (SPS) je bil podpisan leta 2008 in je začel veljati 1. septembra 2013.